# Mathias Krigbaum
Mathias Krigbaum (Kopenhagen, 3 februari 1995) is een Deens voormalig wielrenner. 

## Carrière
Krigbaum is een tijdrijder. In 2012 werd hij bij de junioren Europees kampioen tijdrijden voor Ryan Mullen. Een jaar later behaalde hij zilver op de wereldkampioenschappen na Igor Decraene. Bij de profs won hij in totaal één wedstrijd: Internatie Reningelst in 2015. Na zijn carrière als wielrenner was hij in 2020 nog een jaar ploegleider bij Team ColoQuick.

## Palmares
2012
Europees kampioen tijdrijden, junioren
2013
 Wereldkampioenschappen tijdrijden, junioren
2015
Internatie Reningelst